# 第6次西成暴動
第6次西成暴動（だい6じにしなりぼうどう）とは、1966年（昭和41年）6月に大阪府大阪市西成区のあいりん地区（通称釜ヶ崎）で発生した日雇い労働者による暴動事件。「第6次釜ヶ崎暴動」ともいう。

## 事件の発端
1966年6月21日午後7時50分頃、あいりん地区内のパチンコ店で店員と日雇い労働者との間でトラブルが発生した。ある日雇い労働者がパチンコ玉を落とし、それを女性店員に「拾え」と指図して断られたことに端を発するものであった。店からの通報で西成警察署から署員が駆け付け、関係者を任意同行しようとしたところ、周りで見ていた他の日雇い労働者が騒ぎ出した。

## 事件の概要
午後8時15分頃になると、西成署やトラブル発生元となったパチンコ店に日雇い労働者が集まり不穏な空気が漂い始めた。そのため、大阪府警は機動隊を出動させ付近の警備に当たった。午後9時45分頃には、群集が線路内に立ち入り、投石があったため南海天王寺支線が全線運休となった。
翌日6月22日、前夜の暴動の原因となったパチンコ店は閉店したままであった。ただこの店の近くに新装開店したばかりのパチンコ店があり、多くの客で賑わった。しかし午後6時頃、「玉の出が悪い」と騒ぎ出したため、そのパチンコ店も直ちに閉店した。パチンコ店から締め出された日雇い労働者は暴徒化の様相を呈し始めたため、警察はあいりん地区に通じる道路を閉鎖して事態の収拾に当たった。
6月23日も投石騒ぎが起きていたが、この日を境に次第に平穏を取り戻していった。